# Claudia Steger (siatkarka)
Claudia Steger (ur. 10 marca 1990 w Chemnitz w Niemczech) – niemiecka siatkarka grająca jako przyjmująca. Obecnie występuje w drużynie VfB 91 Suhl.

## Kariera
| Klub                        | Kraj   | Od        | Do        |
| --------------------------- | ------ | --------- | --------- |
| Chemnitzer PSV              | Niemcy |           |           |
| Fighting Kangaroos Chemnitz | Niemcy |           | 2008–2009 |
| VfB 91 Suhl                 | Niemcy | 2009–2010 | …         |